# Amarantit
Amarantit ist ein selten vorkommendes Mineral aus der Mineralklasse der „Sulfate (und Verwandte)“. Es kristallisiert im triklinen Kristallsystem mit der chemischen Zusammensetzung Fe23+[O|(SO4)2]·(3+4) H2O und ist damit chemisch gesehen ein wasserhaltiges Eisen-Sulfat mit zusätzlichen Sauerstoff-Ionen.
Amarantit entwickelt meist nur kleine, prismatische Kristalle bis etwa 2 cm Länge sowie nadelige, radialstrahlige Aggregate von amaranthroter bis bräunlichroter oder orangeroter Farbe bei zitronengelber Strichfarbe.

## Etymologie und Geschichte
Erstmals entdeckt wurde Amarantit 1888 im Bergbaugebiet Caracoles nördlich von Sierra Gorda (nach Originalbeschreibung Sierra Gerrda) in der Provinz und gleichnamigen Región de Antofagasta in Chile. Die Analyse und Erstbeschreibung erfolgte 1888 durch Friedrich August Frenzel, der das Mineral aufgrund seiner charakteristischen, der gleichnamigen Pflanzengattung ähnlichen Farbe benannte (altgriechisch ἀμάραντος amárantos, deutsch ‚unverwelklich, nicht vergehend, immer blühend‘).
Das Typmaterial des Minerals wird möglicherweise in der Mineralogischen Sammlung der TU Bergakademie Freiberg aufbewahrt. Dokumentiert sind allerdings nur das Institutskürzel „BAF“ und die Sammlungsnummer 44700. Zudem wird diese Angabe nicht durch den Typmineralkatalog der International Mineralogical Association (IMA) bestätigt.
Da der Amarantit bereits lange vor der Gründung der IMA 1958 bekannt und als eigenständige Mineralart anerkannt war, wurde dies von ihrer Commission on New Minerals, Nomenclature and Classification (CNMNC) übernommen und bezeichnet den Amarantit als sogenanntes „grandfathered“ (G) Mineral. Die ebenfalls von der IMA/CNMNC anerkannte Kurzbezeichnung (auch Mineral-Symbol) von Amarantit lautet „Ama“.

## Klassifikation
In der veralteten 8. Auflage der Mineralsystematik nach Strunz gehörte der Amarantit zur Mineralklasse der „Sulfate, Chromate, Molybdate und Wolframate“ und dort zur Abteilung „Wasserhaltige Sulfate mit fremden Anionen“, wo er gemeinsam mit Butlerit, Fibroferrit, Parabutlerit, Hohmannit, Metahohmannit und Slavíkit in der „Butlerit-Amarantit-Gruppe“  mit der Systemnummer VI/D.02 steht.
Im zuletzt 2018 überarbeiteten „Lapis-Mineralienverzeichnis“, das sich im Aufbau noch nach der alten Form der Systematik von Karl Hugo Strunz richtet, erhielt das Mineral die System- und Mineralnummer VI/D.01-040. In der „Lapis-Systematik“ entspricht dies ebenfalls der Abteilung „Wasserhaltige Sulfate, mit fremden Anionen“, wo Amarantit zusammen mit Butlerit, Fibroferrit, Hohmannit, Metahohmannit, Parabutlerit, Volaschioit und Xitieshanit eine unbenannte Gruppe mit der Systemnummer VI/D.01 bildet.
Auch die von der International Mineralogical Association (IMA) zuletzt 2009 aktualisierte 9. Auflage der Strunz’schen Mineralsystematik ordnet den Amarantit in die Abteilung „Sulfate (Selenate usw.) mit zusätzlichen Anionen, mit H2O“ ein. Diese ist allerdings weiter unterteilt nach der relativen Größe der beteiligten Kationen und der Kristallstruktur, so dass das Mineral entsprechend seiner Zusammensetzung in der Unterabteilung „Mit ausschließlich mittelgroßen Kationen; isolierte Oktaeder und begrenzte Einheiten“ zu finden, wo es zusammen mit Hohmannit und Metahohmannit die „Amarantitgruppe“ mit der Systemnummer 7.DB.30 bildet.
In der vorwiegend im englischen Sprachraum gebräuchlichen Systematik der Minerale nach Dana hat Amarantit die System- und Mineralnummer 31.09.03.01. Das entspricht ebenfalls der Klasse der „Sulfate, Chromate und Molybdate“ und dort der Abteilung „Wasserhaltige Sulfate mit Hydroxyl oder Halogen“. Hier findet er sich innerhalb der Unterabteilung „Wasserhaltige Sulfate mit Hydroxyl oder Halogen mit (A+B2+)(XO4)Zq × x(H2O)“ als einziges Mitglied in einer unbenannten Gruppe mit der Systemnummer 31.09.03.

## Kristallstruktur
Amarantit kristallisiert triklin in der Raumgruppe P1 (Raumgruppen-Nr. 2) mit den Gitterparametern a = 8,98 Å; b = 11,68 Å; c = 6,70 Å; α = 95,6°; β = 90,4° und γ = 97,2° sowie 2 Formeleinheiten pro Elementarzelle.

## Eigenschaften
Gewöhnlich tritt Amarantit in Form breitgefächerter, radialstrahliger oder feinnadeliger bis verfilzter Aggregate auf. Die selten gut ausgebildeten Kristalle sind meist von ungefähr quadratischem Querschnitt und entlang der c-Achse prismatisch gestreckt, wobei die Flächen in Richtung der a- und b-Achse dominieren. Auch in Richtung der a-Achse tafelig ausgebildete Kristalle und rechtwinklig zur c-Achse gestreifte Kristallflächen sind bekannt. Insgesamt wurden bisher mehr als 60 verschiedene Kristallformen dokumentiert.
Amarantit zersetzt sich in Wasser, wobei ein unlöslicher Rückstand zurückbleibt. Nach einiger Zeit verwittert das Mineral ockerartig.

## Bildung und Fundorte
Amarantit ist ein Sekundärmineral, welches sich besonders unter ariden Klimabedingungen bildet. Begleitminerale sind unter anderem Hohmannit, Fibroferrit, Chalkanthit, Copiapit, Coquimbit und Sideronatrit.
Als seltene Mineralbildung konnte Amarantit nur an wenigen Orten nachgewiesen werden, wobei weltweit bisher rund 20 Vorkommen dokumentiert sind (Stand: 2024). In Chile trat er neben seiner Typlokalität Caracoles noch an mehreren Fundstätten in der Región de Antofagasta sowie in Tierra Amarilla (Región de Atacama) und in der Pampa del Tamarugal zutage.
Weitere Fundorte sind unter anderem die Santa Elena Mine bei La Alcaparrosa (San Juan) in Argentinien, die Mutooroo Mine bei Pine Creek (Northern Territory) in Australien, das Bergbaugebiet Lavrio (Hilarion Mine, Agios Konstantinos) in Griechenland, Kavir-e-Sagand in der iranischen Provinz Yazd, die Calamita Mine bei Capoliveri in Italien, das „Sydney Kohlefeld“ auf der Kap-Breton-Insel in Kanada, der Steinbruch „Høgsætra“ bei Otta in Norwegen, die Eisen-Lagerstätte „Marcona“ nahe der gleichnamigen Stadt (Nazca) in Peru, Oimjakon (englisch Oymyakonsky) in der Republik Sacha im Fernen Osten Russlands, Dubník (Červenica) in der Slowakei, die „Mina El Descuido“ in der spanischen Gemeinde Pechina sowie Blythe (Kalifornien), das San Juan County (New Mexico) und die Broken Hill Mine (South Dakota) in den Vereinigten Staaten.